# Fernand Desonay
Fernand Desonay (Verviers, 28 novembre 1899 – Lavacherie, 9 dicembre 1973) è stato un linguista belga.

## Biografia
Durante la prima guerra mondiale, ancora studente, Fernand Desonay tentò per due volte di unirsi all'esercito belga oltre il torrente Yser, ma fu catturato dalle forze occupanti come prigioniero di guerra.
Diplomato in filologia all'Università Cattolica di Lovanio, insegnò in vari atenei prima di ricevere la cattedra all'Università di Liegi nel 1936.
Nel 1929 appoggiò in un primo momento le idee fasciste di Mussolini, per poi successivamente allontanarsene. Fu ancora tentato dalle offerte del Rex (1936-1937) prima di rompere i rapporti con Léon Degrelle. Partecipò al primo Congresso culturale della Vallonia a Charleroi nel 1938, organizzato dall'Assemblea vallona.
Durante l'occupazione nazista fu sospeso dall'incarico universitario a causa delle azioni compiute durante la prima guerra mondiale, per poi essere riabilitato dal 1945 fino al 1960.
Nel 1950, entrò all'Académie royale de langue et de littérature françaises de Belgique.
Fu insignito del titolo di dottore honoris causa all'Università di Montpellier (1955) et all'Università di Bordeaux (1962).
Fernand Desonay annegò presso l'Ourthe di Lavacherie in 1973.

## Opere

### Saggi accademici
- (Éd. avec Pierre Champion [1880-1942]) Antoine de la Sale, Le petit Jehan de Saintré,  Paris 1926
- Le Petit Jehan de Saintré, Paris 1928
- La philologie en Belgique. Philologie romane, in: Histoire de la Belgique contemporaine, 1830-1914, vol. 3,  Bruxelles 1931, p. 206-219
- Villon, Liège1933,  Paris 1947
- (Éd.) Œuvres complètes d'Antoine de la Sale, 2 vol., Liège/Paris 1935, 1941
- (Préface) Maurice Grevisse, Le bon usage,  Gembloux 1936
- Les ducs de Bourgogne, Liège, 1938
- Les littératures étrangères du XX siècle. I. Le roman et le théâtre. Essai, Paris-Tournai 1938
- Antoine de la Sale. Aventureux et pédagogue. Essai de biographie critique, Liège/Paris 1940
- Le Grand Meaulnes d'Alain-Fournier. Essai de commentaire psychologique et littéraire, Bruxelles 1941, Paris 1963
- Les littératures étrangères du XX siècle. II. La poésie et l'essai. Essai, Paris-Tournai 1944
- Le roman français d'aujourd'hui. Essai, Paris-Tournai 1944
- Dépaysements. Notes de critiques et impressions. Essai, Liège 1944
- L'art d'écrire une lettre. Guide, Paris/Bruxelles 1945
- Exercices pratiques sur l'art d'écrire une lettre. Guide, Paris-Bruxelles 1946
- La vivante histoire du français. Essai, Paris/Bruxelles, 1946
- Le rapport. Comment l'élaborer. Comment le rédiger. Guide, Paris/Bruxelles 1949
- (Éds.) Joachim du Bellay, La défense et Illustration de la langue françoyse, Genève/Lille 1950
- Ronsard. Poète de l'amour, 3 Vol. Bruxelles, André de Rache, 1965. 169 p.
- Fernand Desonay. Ange.  Éditions de la Librairie Encyclopédique. Bruxelles 292 p.
- Fernand Desonay. Clartés sur le roman français d'aujourd'hui.  Casterman. Paris-Tournai sd. 120 p.
- Jean Cocteau & Fernand Desonay.  Discours de réception à l'académie royale de langue et de littérature françaises. suivi du discours d'accueil de Mr. Fernand Desonay. 1er octobre 1955. Paris, Grasset, octobre 1955. 114 p.

### Diari, resoconti e altro
- Fascisme anno X, Louvain 1932
- Léopold II, ce géant. Récit, Paris/Tournai 1936
- Kadou. Récit [Nouvelle], Paris/Tournai 1937
- Images et visages de Meuse, Paris-Tournai 1938
- Dans le maquis (6 juin-12 septembre 1944). Souvenirs, Bruxelles 1945
- Maquis des Ardennes et de chez nous, Éditions du Mouvement National Belge, Bruxelles 1947
- Air de Venise. Voyage, Bruxelles 1962
- Air de Virginie. Voyage, Bruxelles 1965